# Processus d'Astana
Le processus d'Astana est un ensemble de rencontres multipartites entre différents acteurs de la guerre civile en Syrie. 
L'accord d'Astana est un traité signé le 4 mai 2017 par la Russie, l'Iran et la Turquie et portant sur la création de quatre zones de cessez-le-feu dans le pays. Ces dernières sont le fruit de ces séries de négociations. Le texte n'a été ratifié ni par le régime syrien, ni par l'opposition en exil,. Cependant cela s'inscrit  dans une mouvance russe de vouloir consolider les alliances et l'influence au Proche et Moyen-Orient 
Ces zones sont situées à Damas (Ghouta orientale), Deraa, Rastane et Idleb. Les trois premières zones ont cependant été reprises par les loyalistes en 2018.